# Rue de Martignac
La rue de Martignac est une voie du 7e arrondissement de Paris, en France.

## Situation et accès
Longue de 235 mètres, elle commence au 33, rue Saint-Dominique et se termine au 130, rue de Grenelle.
Le quartier est desservi par la ligne 13 à la station Varenne.

## Origine du nom

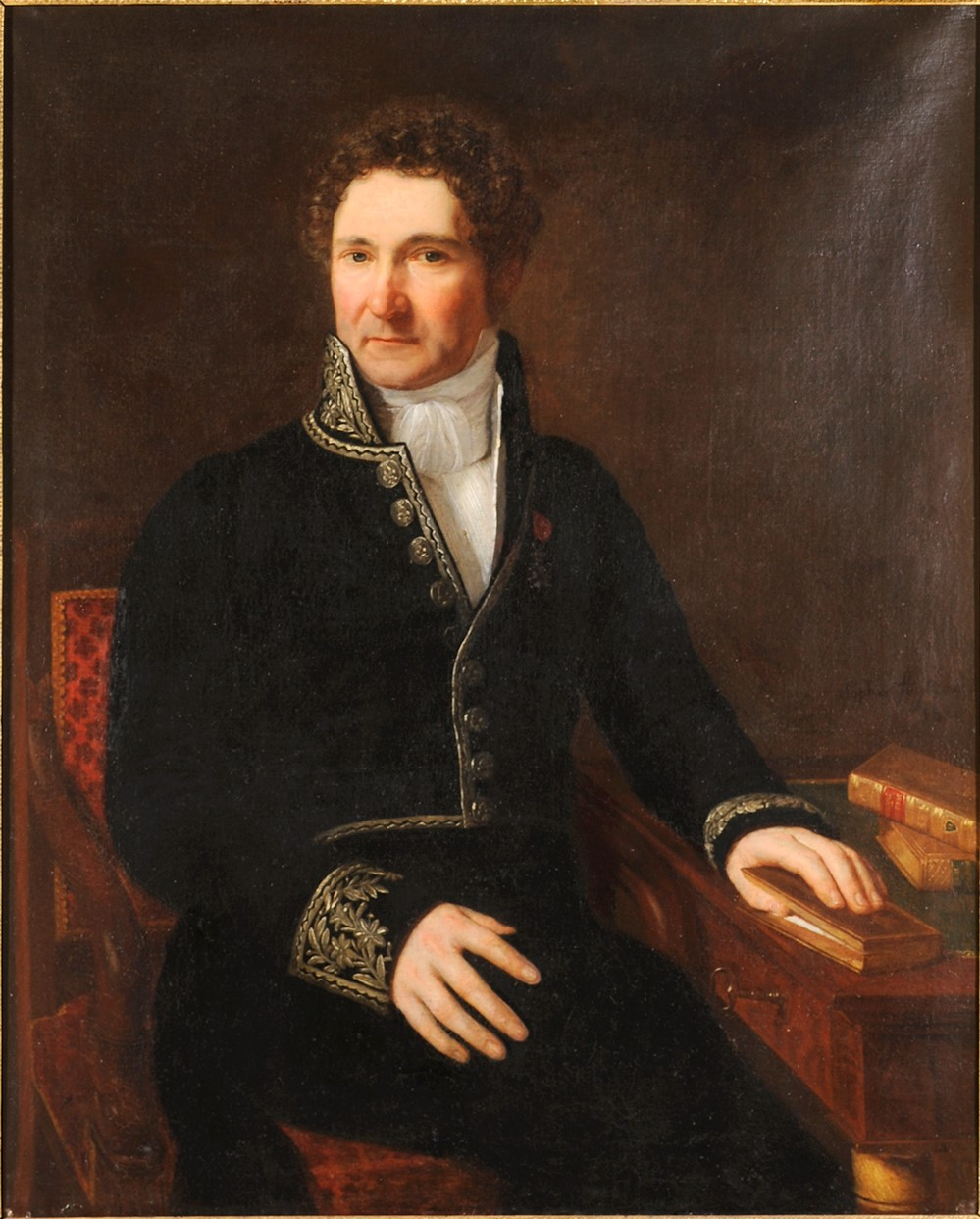
Jean-Baptiste de Martignac.

Elle porte le nom de Jean-Baptiste Sylvère Gaye, vicomte de Martignac (1778-1832), ministre de l'Intérieur.

## Historique
Cette voie, créée en 1828 sur les anciens terrains des couvents des Dames de Bellechasse et des Carmélites, reçoit par une ordonnance du 15 avril 1839 sa dénomination actuelle.

## Bâtiments remarquables et lieux de mémoire
- No 3 : le poète et auteur dramatique Paul Géraldy a vécu à cette adresse de 1943 à 1983, comme le signale une plaque en façade.
- Nos 16-22 : ensemble immobilier constitué des hôtels de Vogüé (1884) et du Luart restructuré en 2022[3].
- No 18 : hôtel de Vogüé construit par l’architecte Ernest Sanson en 1882-1883[4]. Hôtel du comte de Vogüé puis du comte de Montaigu, il est offert en dotation à l’État en 1928[5]. En façade, une plaque indique que « dans cette maison, Jean Monnet, premier commissaire au plan (1946-1952), prépara le redressement de la France et la construction de l’Europe ».
- No 20 : café suédois (de 2021 à 2023).
- No 28 : à cette adresse a vécu pendant plusieurs années le marchand de tableaux Ambroise Vollard (1866-1939)[6],[7]. Le peintre Georges Rouault (1871-1958) y peignait dans un atelier situé au 3e étage. Une fois terminées et signées, ses toiles étaient entreposées au 2e étage dans une pièce appelée l’Atelier A, dont seul Vollard avait la clef[8]. En 1937-1938, l'appartement du marchand de tableaux est aménagé par les architectes Auguste et Gustave Perret[9]. On y trouve aujourd'hui la Délégation suisse auprès de l’OCDE.

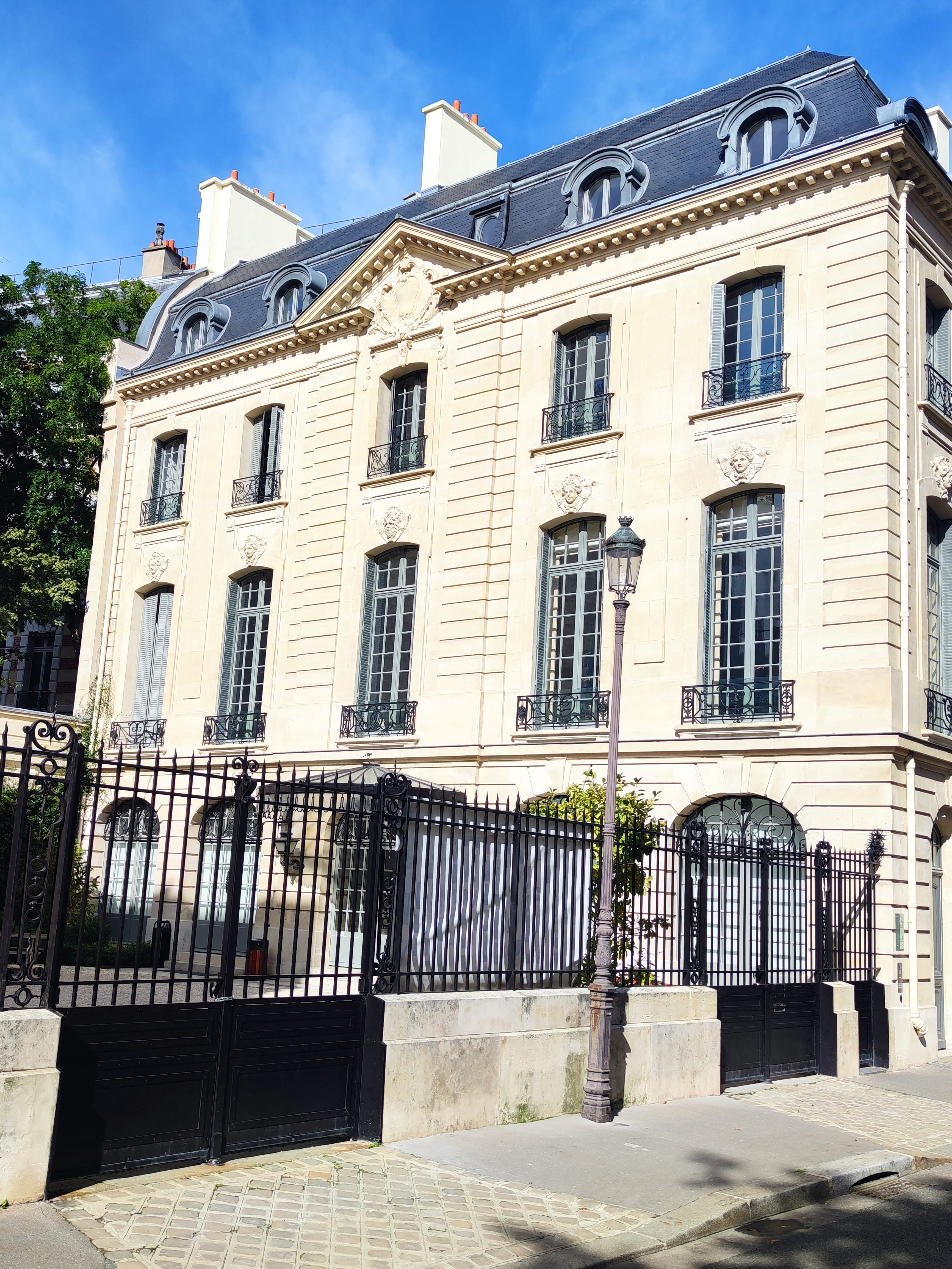
No 18.
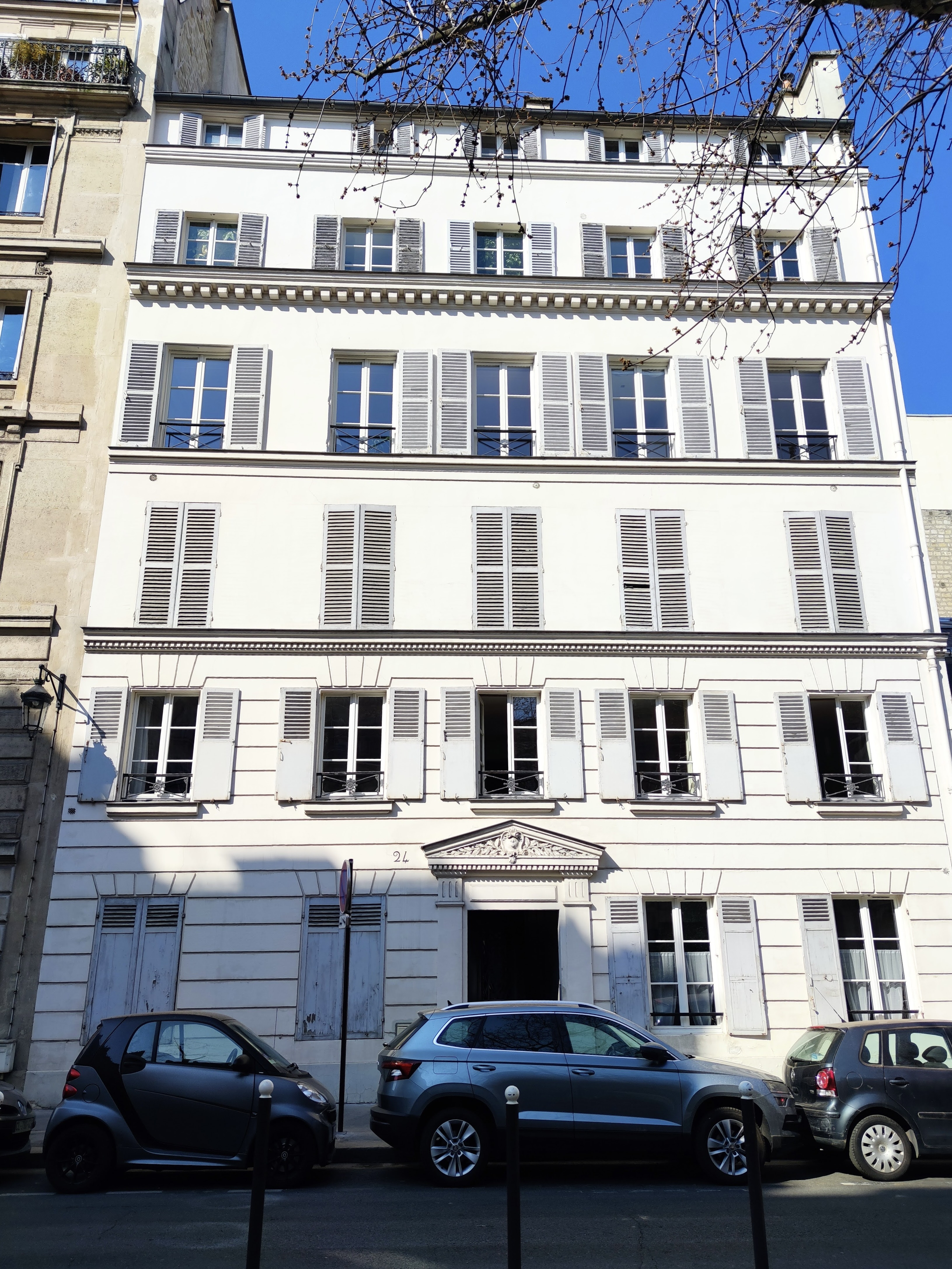
No 24.
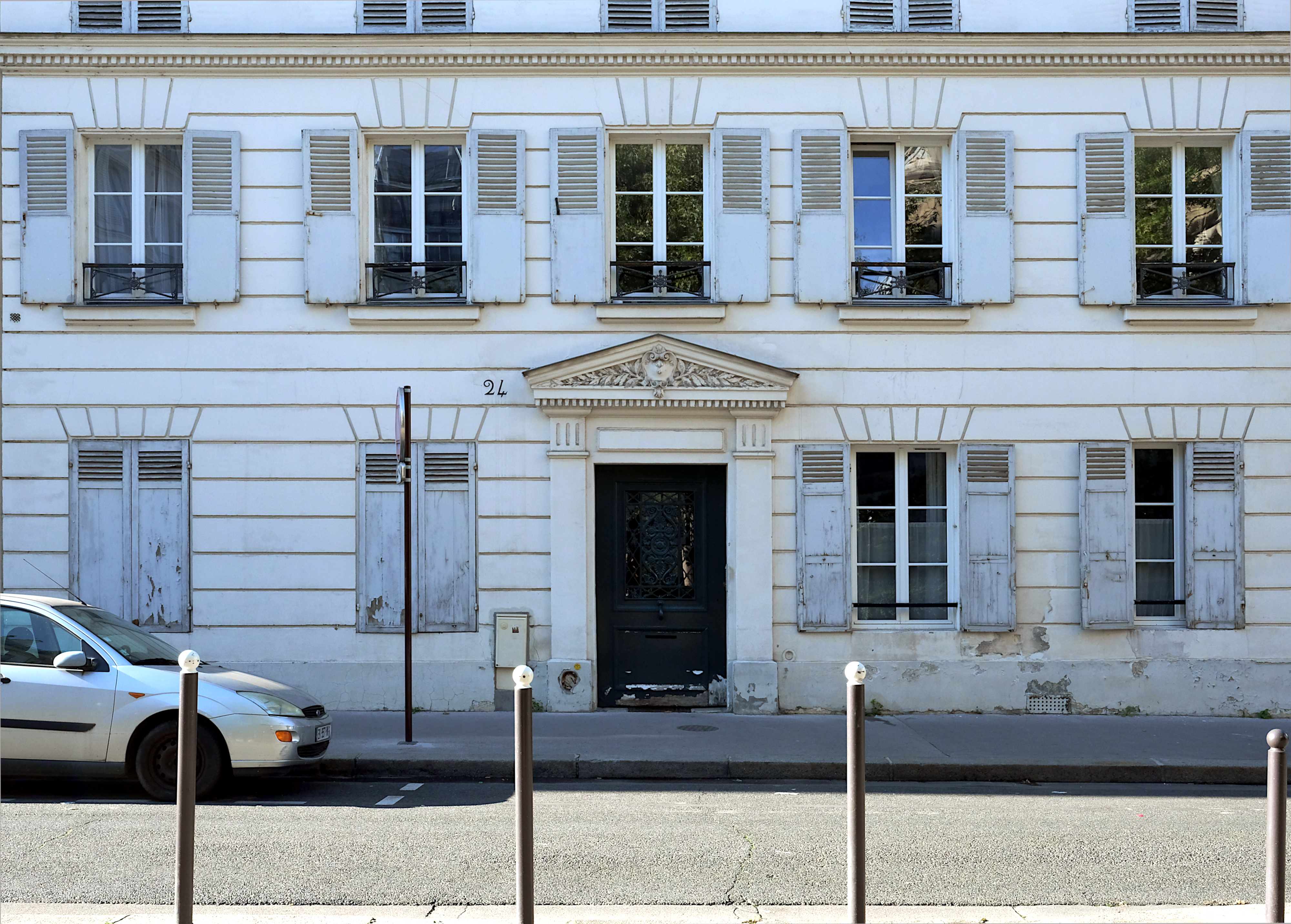
No 24, détail.